# Donna Donna/Moonbeam
Donna Donna/Moonbeam è un singolo del gruppo musicale italiano Number One Ensemble, pubblicato nel novembre 1980 ed estratto dall'album N.O.E..

## Descrizione
I brani sono scritti da Massimo Salerno (sotto lo pseudonimo Stanlove) e Paula Partfitt.
Il disco è stato pubblicato in una sola edizione dall'etichetta discografica Radio Records in formato 7" a 45 giri con numero di catalogo ZBRR 7203 e distribuito dalla RCA nel novembre 1980.
Il brano del lato A è stato inserito nella compilation Festivalbar 1981.

## Tracce
1. Donna Donna – 3:17 (Paula Parfitt, Massimo Salerno)
2. Moonbeam – 4:10 (Paula Parfitt, Massimo Salerno)

Durata totale: 7:27